# Petr Kotík
Petr Kotík (* 27. ledna 1942 Praha) je český hudební skladatel, dirigent a flétnista žijící v New Yorku. Od roku 2001 je uměleckým ředitelem ostravského festivalu nové hudby Ostravské dny.

## Život
Vyšel z uměleckého a hudebního prostředí. Jeho otec Jan byl významný malíř a grafik, stejně jako děd Pravoslav; bratr Martin je architektem. Ještě jako student Pražské konzervatoře založil (na jaře 1961) soubor Musica viva pragensis. Po návratu z vídeňských studií (1963–1966) vytvořil experimentálněji orientovaný soubor QUaX; šlo o první soubor v Praze, zabývající se „živou elektronikou“ a prezentující pouze radikální programy na úrovni svých protějšků v Evropě a Spojených státech.
Zhoršující se politicko-kulturní situace v Československu po srpnu 1968 jej přinutila k vystěhování do USA. Od konce roku 1969 žije ve státě New York (zprvu v Buffalo, od roku 1983 v New York City), kde se stal důležitou osobností tamního hudebního života. Jeho S.E.M. Ensemble funguje v mnoha variantách – od tria až po orchestr, který vystupuje pod názvem The Orchestra of the S.E.M. Ensemble. Debutem jeho orchestru, ale i jeho dirigentské práce, se stal legendární koncert v Carnegie Hall pod názvem Pocta Johnu Cageovi, kde Kotík dirigoval Cageovo stěžejní dílo Atlas Eclipticalis.
Heroickým činem bylo vytvoření mezinárodního Institutu a Festivalu nové a experimentální hudby Ostravské dny, které Kotík založil roku 2001 a které významně oživuje hudební dění v Čechách.
Jako skladatel je autodidakt; od počátku byly jeho kompozice založeny na konceptu lineárních struktur, jejichž jednotlivé hlasy se od let sedmdesátých často objevují v kvintovém zdvojení. V sedmdesátých letech se Kotíkovy kompozice vyznačují absencí partitur. Od osmdesátých let píše znovu přesně notované partitury.
V roce 2005 založil pro potřeby festivalu Ostravské dny mezinárodní komorní orchestr Ostravská banda, s tímto orchestrem následující tři roky provozuje také samostatné koncerty u nás, Evropě i USA. Je uměleckým šéfem tohoto orchestru, uplatňuje se jako dirigent a dramaturg koncertů Ostravské bandy.
Ostravská banda vznikla v roce 2005 jakožto rezidenční komorní orchestr festivalu Ostravské dny. Od svého prvního koncertu vzbudila Ostravská banda zájem hudební veřejnosti jak v České republice, tak v zahraničí. To vedlo k prestižním koncertům mimo Ostravské dny, jako byly např. Pařížská konzervatoř (2006) a Carnegie Hall v New Yorku (2007), Pražské jaro (2008). Ostravská banda je složena z předních interpretů soudobé hudby mladé generace z Evropy a USA. Pracují zde bok po boku čeští, slovenští, němečtí, maďarští, nizozemští, finští, britští a američtí hudebníci, kteří vytvořili sourodý kolektiv špičkové úrovně. Stálými dirigenty Ostravské bandy jsou kromě něj také Zsolt Nagy, Roland Kluttig nebo Peter Rundel.
Jeho synové Tomas Kotík a Jan Jakub Kotík jsou prapravnuky prezidenta Masaryka.

### Ocenění
- John Cage Award (2022, udílí Foundation for Contemporary Arts New York)[2]

## Dílo (výběr)
- Congo (1962)
- Kontrapunkt II (1962–63)
- Music for 3 (Hudba pro tři) In Memoriam Jan Rychlík (1964)
- Spontano (1964)
- Kontrabandt (1967)
- Alley (1969/70)
- There is Singularly Nothing (1971–73, 1995)
- John Mary (Text Gertrude Steinová) (1973–74)
- If I Told Him (Text Gertrude Steinová) (1974–75)
- Many Many Women (Text Gertrude Steinová) (1975–78)
- Drums (1977–81)
- Explorations in the Geometry of Thinking (Text R. Buckminster Fuller) (1978–82)
- Adagio (1980–97)
- Chamber Music (1981–82)
- Commencement (Text R. Buckminster Fuller) (1981)
- Apparent Orbit (1981, 1984–85)
- Spheres & Attraction (1981–2006)
- Solos and Incidental Harmonies (1983–85)
- Integrated Solos I, II, III (1986–88)
- Wilsie Bridge (1986–88)
- Letters to Olga (Text von Václav Havel) (1989–91)
- Variations for 2 Orchestras and a consort of Trumpets (1995)
- Quiescent Form (1995–96)
- Music in Two Movements (1998–2003)
- Music for Cello and Piano (2000–01)
- Devín (Text von Vladislav Vančura) (2000–04)
- Variations for 3 Orchestras (2003–05)
- The Plains at Gordium (2004)
- For ZS (2004)